# 점진적 과부하

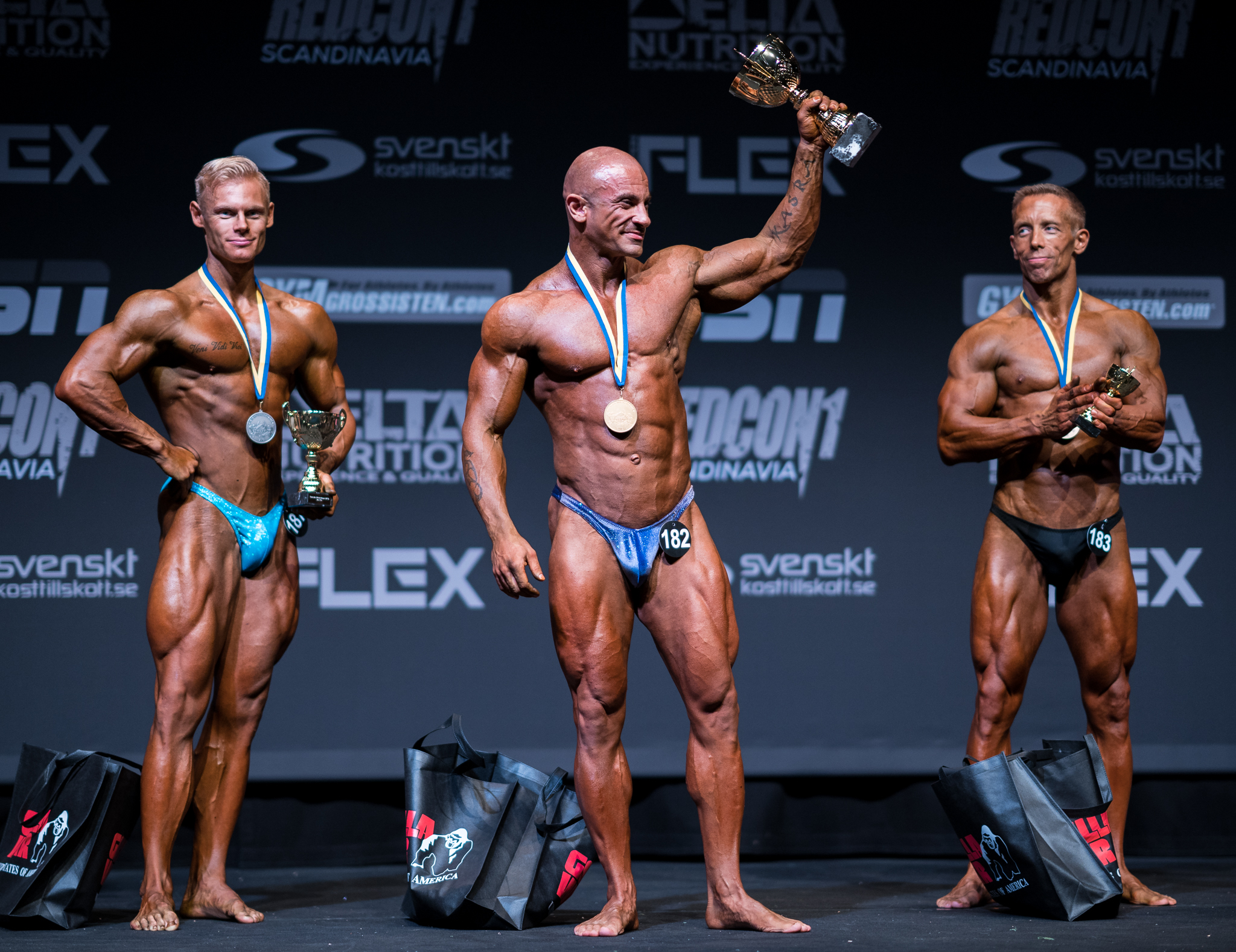
SBFF SM 2019 클래식 보디빌딩 대회

점진적 과부하(progressive overload)는 근골격계(musculoskeletal system)와 신경계(nervous system)에 가해지는 스트레스의 점진적 증가를 주로 하는 근력 트레이닝(strength training) 방식이다. 원칙은 운동 동안 총 부하(total workload)를 계속 늘리는 것이 근육 성장과 근력 획득을 자극한다는 것이다. 그 결과, 운동 수행 전반에서 향상을 보임으로 인해 운동 강도를 계속 늘리게 된다.

## 역사
의학박사 토마스 들로르메(Thomas Delorme)는 2차대전 상이군인 재활 과정에서 이 방식을 처음 개발하였다. 당시, 대부분의 의학박사들은 심장에 어떤 무리가 가서도 안되기 때문에 웨이트리프팅은 피해야 한다고 보았다. 그러나 들로르메는 수년간 웨이트리프팅을 하였고, 재활치료에 효과적일 수 있다고 보았다. 1944년, 들로르메가 가디너 병원(Gardiner Hospital)에서 근무하였을 당시, 하사 타데우스 카왈렉(Thaddeus Kawalek)을 만났다. 그는 무릎 부상에 시달리던 나이 든 베테랑이었다. 우연하게도 카왈렉은 역도선수였고, 그는 들로르메의 이론에 대하여 신뢰하였다. 이로 인해 카왈렉은 들로르메의 대안 치료의 첫번째 환자가 되었다. 결과는 기대 이상이었다. 카왈렉은 비슷한 증상 환자보다 빨리 회복하였고 무릎도 다시 완벽하게 사용할 수 있었다. 오늘날, 이 기법은 피트니스 운동, 웨이트리프팅, 고강도 훈련(high intensity training, HIT), 물리치료 등 다양한 근력 트레이닝 프로그램에 있어 기본 원칙으로 자리잡았다.

## 과학법칙
근력 트레이닝의 목적은 체력(physical strength)과 운동 수행능력 증진에 있다. 이는 저항운동(resistance training)을 통해 달성한다. 운동 근육조직(exercise musculature)을 필요 이상의 부하를 두면, 신체는 자연스럽게 적응 과정을 시작하게 되고, 높은 스트레스를 견디는 능력을 향상시키게 된다. 신경근 적응(neuromuscular adaptation)이 먼저 발생하는데, 이는 리프팅할 때 근력을 먼저 증강시킨다. 운동이 계속되면, 근육량 전반의 증가와  결합 조직(connective tissue) 강화가 뒤따른다.
점진적 과부하는 근비대(muscle hypertrophy)를 자극할 뿐만 아니라, 뼈, 인대, 힘줄, 연골의 강도 및 밀도 증가를 자극하기도 한다. 또한 운동한 신체 부위로의 혈류를 점차 증가시키며, 두뇌와 관련 근육 간 반응 신경 연결을 더 많이 자극하기도 한다. 실제로 저항운동으로 인한 근수축력(muscle contraction force) 증가는 신경계의 반응성(responsiveness)과 효능의 증가로 일어나기도 한다.
최근 연구에 의하면, 근력 증가에 좋은 수단이라는 점에서, 점진적 과부하는 건강 전반에 이롭다. 점진적 과부하는 근육량(muscle mass)에 상관 없이 전 원인 사망률(risk of all-cause mortality)을 낮춘다고 밝혀졌다.
반대로, 근육 사용 저하로 인해 근육량과 근력 손실이 증가하는 근위축증(muscular atrophy)이 일어나게 된다. 좌식 생활을 오래 하는 사람은 해마다 1파운드 이상의 근육을 손실하게 된다.
10년간 10파운드 이상의 근손실은 좌식생활의 한 결과이다. 생리학적 요구 충족을 위해 더 큰 힘을 꾸준히 가해야만이 신체의 적응적 과정이 반응하게 될 것이다.

## 방법론
부상을 최소화하고 결과를 극대화하고자, 초심자는 운동 기간 동안 처음에는 편안한 수준의 근력 강도로 시작하여 과부하로 나아간다. 목표 도달을 위해, 점진적 과부하는 분량, 강도, 빈도, 시간의 점진적 증가를 필요로 한다. 이런 맥락에서 분량과 강도는 다음과 같이 정의된다.
- 분량(Volume)은 반복들을 수행하는데 사용하는 저항(중량)을 통해 늘리는 반복횟수의 총수를 말한다.
- 강도(Intensity)는 최대 기능 수용 능력의 백분율 혹은 반복횟수 최대치로 표현되는 백분율을 말한다.
- 빈도(Frequency)는 운동하는 횟수를 말한다. 훈련 지속성과 밀접한 연관이 있다.
- 인터벌 지속(Interval duration)은 같은 운동 간의 시간 혹은 다른 운동 간의 시간을 말한다.

이 기법으로 체력과 근력을 획득하지만, 한계는 있다.운동이 과하면 오버트레이닝(overtraining) 문제를 일으키게 된다. 오버트레이닝은 운동 동안 운동 수행 저하를 말하며, 질병이나 부상 위험성이 늘거나 운동 욕구가 감소하기도 한다. 이를 피하기 위해, 운동 시간 구분(periodization)이 필요하다. 피트니스나 근력 트레이닝의 운동 시간 구분은 운동 실시 사이에 충분한 회복 시간을 두고, 장기적으로 다양한 회복 시간을 두는 것을 말한다. 동일한 운동 루틴 반복으로 인한 지루함을 피하기 위하여 동기부여(motivation)가 계속 필요하다.

## 예시
실험을 통해, 수행 가능한 반복횟수 최대치를 알아둬야 하면서도 특정 중량마다 적절한 자세도 유지해야 한다. 예를 들어, 50kg 벤치프레스(bench press) 8회를 할 수 있다면, 이것은 기본 수치가 된다. 여기서부터 이후로는 방법론에서 언급한 분량, 강도, 빈도, 인터벌 지속 기간 중 하나를 올리는데 주목해야 한다. 예를 들어, 같은 반복횟수로 50kg에서 52kg으로 벤치프레스를 올리는 것이다. 결국 신체의 자연 적응 과정을 통해, 근력과 근육량 증가로 중량 증가를 계속해 나가게 된다.

## 같이 보기
- 고강도 훈련
- 근력 트레이닝
- 근비대
- 무산소 운동
- 보디빌딩
- 복근운동
- 웨이트 리프팅
- 웨이트 트레이닝
- 인터벌 트레이닝
- 피지컬 피트니스
- 피트니스
- 호흡